# World Badminton Grand Prix 1983/Dameneinzel
Diese Liste enthält alle Finalisten im Dameneinzel bei den World-Badminton-Grand-Prix-Turnieren 1983.

## Austragungsorte
| Turnier           | Ort                  | IBF-Wertungskategorie | Sieger         | Finalist       | Ergebnis          |
| ----------------- | -------------------- | --------------------- | -------------- | -------------- | ----------------- |
| Swedish Open      | Malmö                | Kategorie 3           | Helen Troke    | Jane Webster   | 11:2, 11:5        |
| All England       | London               | Kategorie 1           | Zhang Ailing   | Wu Jianqiu     | 11:5, 10:12, 12:9 |
| Weltmeisterschaft | Kopenhagen, Dänemark | Kategorie 1           | Li Lingwei     | Han Aiping     | 11:8, 6:11, 11:7  |
| Malaysia Open     | Kuala Lumpur         | Kategorie 4           | Pan Zhenli     | Qian Ping      |                   |
| Indonesia Open    | Jakarta              | Kategorie 2           | Ivanna Lie     | Qian Ping      | 12:11, 11:2       |
| Scandinavian Cup  | Lyngby, Dänemark     | Kategorie 4           | Chen Ruizhen   | Kirsten Larsen | 11:3, 11:5        |
| Canadian Open     | Ottawa               | Kategorie 4           | Kirsten Larsen | Denyse Julien  | 11:1, 11:1        |
| Grand Prix Finale | Jakarta              | –                     | Li Lingwei     | Han Aiping     | 11:0, 4:11, 11:4  |